# LGBT en Europe

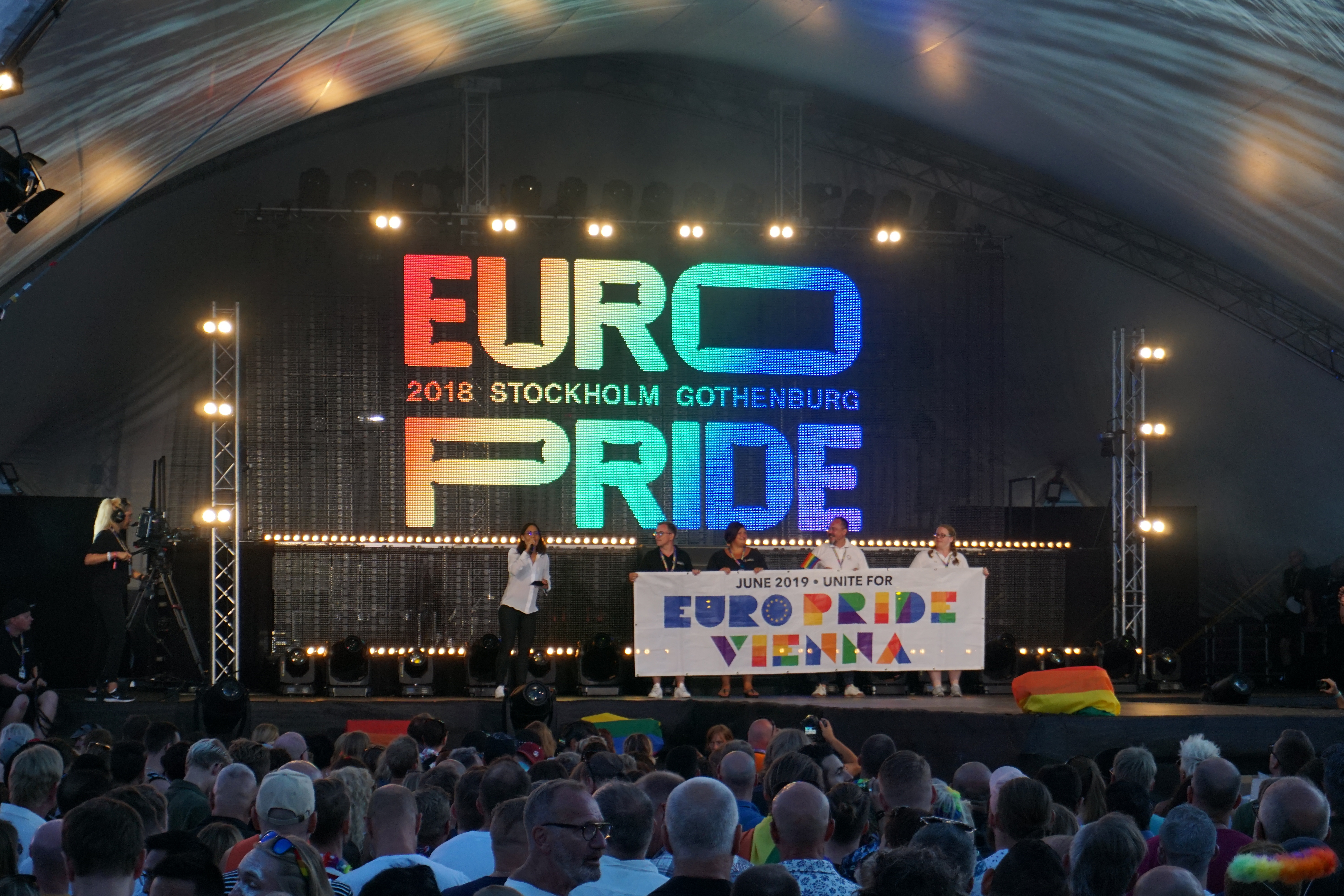
Chaque année depuis 1992 a lieu l'Europride, une marche des fiertés pan-européennes. Ici, annonce de l'édition 2019 à Vienne lors de l'édition 2018 de Stockholm.

La communauté LGBT, ou LGBTQIA+, est composée de personnes lesbiennes, gays, bisexuelles, trans, queers, intersexes et asexuelles. En d'autres termes, de personnes non hétérosexuelles, non cisgenres ou non dyadiques. Des signes de l'existence de cette communauté ont été retrouvés au fil de l'Histoire de l'Europe. Cet article retrace leur évolution de l'Antiquité jusqu'à nos jours.

## Histoire

### Antiquité
Dans la Grèce Antique et la Phrygie, et plus tard dans la République romaine, la déesse Cybèle était vénérée par une secte de personnes castrées, vêtues d'habits féminins et se désignant elles-mêmes comme des femmes,.
L’empereur romain Élagabal, entre l'an 218 et l'an 222, était une personne qui portait des vêtements de femme et demandait à être désignée par le pronom « elle ». D'après les historiens Dion Cassius et Jean Zonaras, elle souhaitait accéder à une « double nature sexuelle » grâce à une incision « à l'avant du corps ». Marginalisée et stigmatisée, elle est assassinée à l’âge de 18 ans. Son corps est jeté dans le Tibre. Un des premiers cas documentés dans le christianisme primitif est celui de Thècle d'Iconium, qui est autorisée par Paul de Tarse à endosser l'habit masculin pour prêcher et dont le récit figure dans les Actes de Paul et Thècle,.

### Moyen-Âge

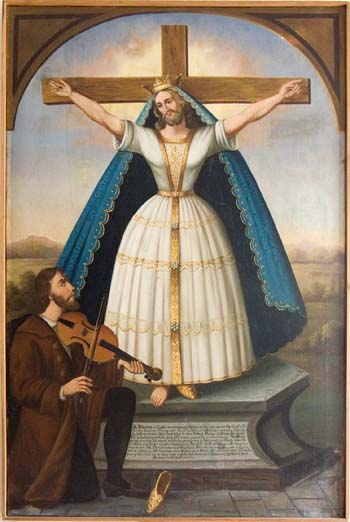
Peinture représentant la sainte légendaire Wilgeforte.

Dans l'Europe médiévale, les attitudes envers l'homosexualité variaient d'une région à l'autre, déterminées par la culture religieuse ; l'Église catholique, qui dominait le paysage religieux, considérait, et considère encore, la sodomie (y compris hétérosexuelle) comme un péché mortel et un « crime contre nature ». Au XIe siècle, la sodomie était de plus en plus considérée comme un crime moral grave et passible de mutilation ou de mort. Les archives médiévales reflètent cette préoccupation croissante. L'émergence de groupes hérétiques, tels que les Cathares et les Vaudois, témoigne d'une augmentation des allégations de conduite sexuelle contre nature contre ces hérétiques dans le cadre de la guerre contre l'hérésie dans la chrétienté. Des accusations de sodomie et d'actes contre nature ont été portées contre l'ordre des Templiers en 1307 dans le cadre de la tentative de Philippe IV de France de supprimer l'ordre. Ces allégations étaient hautement politisées et sans réelle substance. 
En 1322, Kalonymus ben Kalonymus écrit en France un poème exprimant son désespoir d'être né homme et son envie d'être née femme, tout en qualifiant son pénis de « défaut »,,,.
Près de la Prague actuelle, des archéologues trouvent en 2011 un tombeau codé de façon féminine dans lequel est enterré un squelette identifié par les scientifiques comme masculin, vêtu de vêtements de femme,,. En 2017, à Birka, un squelette identifié comme féminin de Viking est retrouvé enterré avec des biens masculins,. L'identification du sexe à partir du squelette a néanmoins de nombreuses limites.
En 1394, Eleanor Rykener, une prostituée au corps masculin, est arrêtée à Londres. Rykener vit à Oxford sous une identité féminine la plupart du temps, bien qu'elle reprenne parfois une identité masculine,, ce qui, selon l'historien Robert Mills, pourrait lui avoir posé plus de problèmes à l'époque qu'une identité féminine stable,.

### Renaissance et colonisation des Amériques
Si la sodomie est relativement peu condamnée pendant le Moyen-Âge, la colonisation de l'Amérique par les puissances européennes, en premier lieu l'Espagne, provoque un très fort durcissement de la condamnation légale et morale des relations sexuelles entre hommes. En effet, le royaume espagnol utilise, dans le contexte de la controverse de Valladolid, les pratiques homosexuelles et de transidentité des autochtones d'Amérique pour les dépeindre comme amoraux et ainsi moralement justifier la colonisation de leurs terres et les conversions forcées au christianisme. Cette condamnation très forte des relations homosexuelles n'affecta pas que les autochtones mais provoqua aussi une vague de poursuites et de condamnation sans précédent du crime de sodomie en Europe.

### Première moitié duXIXesiècle
Les penseurs européens de l'émancipation des personnes homosexuelles du début du XIXe siècle seront aux origines d'un militantisme visant à la dépénalisation de l'homosexualité, l'arrêt de la pathologisation et l'acceptation sociale de sexualités autres qu'hétérosexuelles. L'écrivain suisse Heinrich Hössli (1784-1864) publie dès 1836 le premier essai dans lequel sont demandés des droits pour les personnes concernées par les « amours masculines », selon sa formule. En Allemagne, le juriste Karl-Heinrich Ulrichs (1825-1895) publie plusieurs volumes de ses (Forschungen über das Räthsel der mannmännlichen Liebe (« Recherches sur l’énigme de l’amour entre hommes ») entre 1864 et 1879, et, en 1865, un manifeste en faveur de la création d'une fédération d'uranistes (terme ancien pour désigner les hommes homosexuels) ; il se déclarera lui-même uraniste en 1869. Il lutte également contre l'article du Code pénal allemand qui condamne les « relations contre-nature entre hommes ». Il vivra par la suite un exil en Italie, où il mourra.

### Première Guerre mondiale
À partir du début du XXe siècle, la science médicale européenne cherche à déterminer les causes de l'« hermaphrodisme », et plus généralement, de définir les différences sexuelles et l'origine de l'homosexualité par les taux hormonaux. Cette approche permet l'émergence du « transsexualisme » comme affection médicale corrigible par la chirurgie, où les personnes transidentitaires peuvent bénéficier d'interventions médicales pour les aider de la même manière que les blessés de guerre ; cela, en opposition avec la psychanalyse pour qui le changement de sexe est une forme d'auto-fétichisme, une perversion au même titre que le travestissement et l'homosexualité.

### Seconde Guerre mondiale

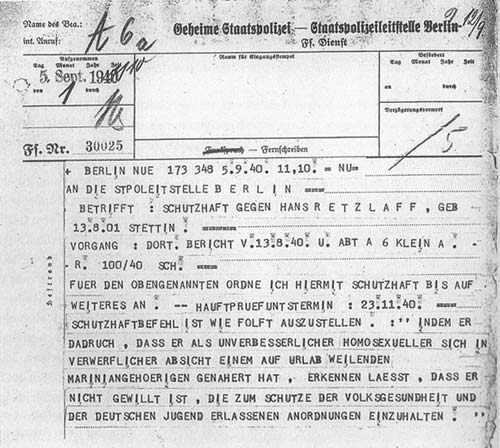
Mandat de Schutzhaft émis à l'encontre d'un homosexuel (Berlin, septembre 1940).

La période de la seconde guerre mondiale est marquée par la déportation des homosexuels par le régime nazi, que ce soit en Allemagne ou dans ses territoires annexés (Alsace-Moselle, Yougoslavie). Elle est une période contrastée dans le reste du continent, marquée à la fois par une répression politique dans les pays autoritaires ou totalitaires (Italie, Hongrie, URSS) ou pas (France, Autriche), par l'engagement de nombreux homosexuels et lesbiennes dans les réseaux de résistance et par, paradoxalement, des espaces de liberté et d'expérimentation qui n'existent pas en temps en paix, en particulier dans les forces armées, particulièrement au Royaume-Uni.
La temporalité de la guerre aboutit à une reconfiguration de la vie homosexuelle, en rendant à la fois plus difficile certaines modalités de rencontre, notamment en rendant plus difficile de se rendre dans les centres urbains où prédominait la vie homosexuelle des années 1930, mais aussi en créant de nouvelles opportunités, notamment à l'arrière-front ou à la campagne,,.  Avec l'effondrement de la vie homosexuelle allemande, les pays qui la prenait comme modèle, comme le Royaume-Uni, voient aussi leur propre culture péricliter, alors que la France, qui avait ses modalités propres, est moins affectée, faisant de Paris le centre de la vie homosexuelle pendant cette période.

### Après 1945
Le 12 décembre 1989, sous le lobbying de Joseph Doucé, le Parlement européen vote la résolution sur discrimination dont sont victimes les transsexuels, qui vise à lutter contre la discrimination transphobe ainsi que la résolution n°1117, qui invite les États membres de l'Union européenne à accorder le changement d'état civil aux personnes trans ayant effectué une chirurgie de réattribution sexuelle. En 1993, sous l'impulsion du Conseil de l'Europe, a lieu le premier congrès sur la transidentité à Amsterdam.

## Événements

### Eurovision
Le concours Eurovision de la chanson est l'évènement annuel le plus associé à la communauté LGBT d'Europe. Depuis les années 1970, la majorité des fans de l'évènement sont LGBT, pour plusieurs raisons. D'abord, l'esthétique principale du concours, « la danse, le disco et les divas », s'alignent parfaitement avec les préférences de la culture LGBT et en particulier la culture gaie. Ensuite, cet évènement, diffusé sur la télévision publique, était avant internet l'une des seules manières dont pouvait s'exprimer la différence dans des médias grand public, puisque de nombreuses cultures y sont représentées. Enfin, surtout pour le public gay, l'Eurovision est un évènement très émotif, entre les chansons et les résultats du concours, ce qui permet le temps d'une soirée d'échapper aux normes de la masculinité qui veulent qu'un homme ne montre pas ses émotions.

## Militantisme

### Lesbien

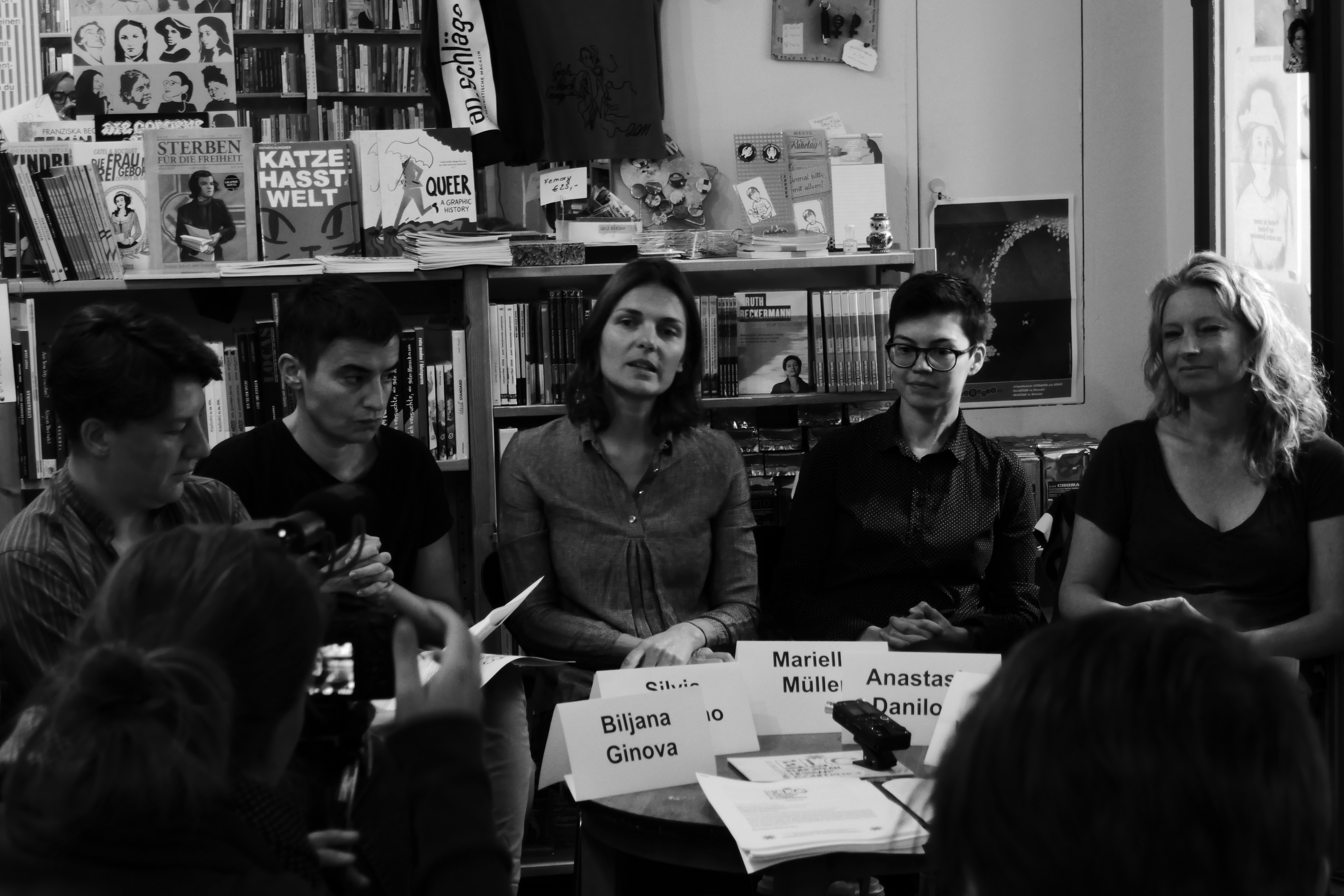
Biljana Ginova, Silvia Casalino, Mariella Müller, Anastasia Danilova et Maria von Känel, conférence lesbienne de 2017.

En 2002, lors de la marche mondiale des femmes, CQFD Fierté lesbienne lance l'idée d'un réseau lesbien à l'échelle européenne : des rencontres ont lieu en 2005, lors de la marche mondiale des femmes et du festival de films lesbiens Immaginaria de Bologne, puis l'organisation de l'EuroLesboPride en 2013 à Marseille puis la conférence lesbienne européenne en 2017 à Vienne, 2018 à Prague et en 2019 à Kiev.

## Droits

Droits LGBT en Europe :
Mariage reconnu
Autre type d’engagement reconnu
Reconnaissance limitée du mariage homosexuel
Mariage à l’étranger reconnu pour les résidents uniquement
Pas de reconnaissance des couples homosexuels
Limitations constitutionnelle du mariage aux couples hétérosexuels
Loi antipropagande homosexuelle

- Mariage reconnu
- Autre type d’engagement reconnu
- Reconnaissance limitée du mariage homosexuel
- Mariage à l’étranger reconnu pour les résidents uniquement
- Pas de reconnaissance des couples homosexuels
- Limitations constitutionnelle du mariage aux couples hétérosexuels
- Loi anti« propagande homosexuelle »